# A Snake of June
Pour plus de détails, voir Fiche technique et Distribution.
A Snake of June (六月の蛇, Rokugatsu no hebi) est un film japonais réalisé par Shin'ya Tsukamoto, sorti le 1er septembre 2002.

## Synopsis
Standardiste la journée, simple femme au foyer au sein d'un couple qui n'a jamais connu de heurts le soir, Rinko a tout de la fille sans histoires. Sa vie va néanmoins basculer le jour où un homme mystérieux va faire irruption dans son quotidien, et la menacer de dévoiler tous ses secrets à son mari.

## Fiche technique
- Titre : A Snake of June
- Titre original : Rokugatsu no hebi
- Réalisation : Shin'ya Tsukamoto
- Scénario : Shin'ya Tsukamoto
- Production : Shin'ya Tsukamoto et Shin-Ichi Kawahara
- Musique : Chū Ishikawa
- Photographie : Shin'ya Tsukamoto
- Montage : Shin'ya Tsukamoto
- Pays d'origine : Japon
- Langue : japonais
- Format : Noir et blanc - 1,85:1 - DTS / Dolby Digital - 35 mm
- Genre : Drame
- Durée : 77 minutes
- Dates de sortie : 1er septembre 2002 (Mostra de Venise), 15 mai 2003 (festival de Cannes), 24 mai 2003 (Japon)

## Distribution
- Asuka Kurosawa (en) : Rinko Tatsumi
- Yuji Kohtari : Shigehiko
- Shin'ya Tsukamoto : Iguchi
- Mansaku Fuwa
- Tomoko Matsumoto
- Tomoro Taguchi
- Susumu Terajima
- Masato Tsujioka

## Autour du film
- Le film aura fait plus de huit mois de festivals (Venise, Toronto, Pusan, Oslo, Tokyo, Porto, Hong Kong, Singapour, Cannes) avant de connaître enfin une exploitation en salles au Japon.
- En plus du rôle d'acteur, réalisateur et scénariste, le cinéaste s'est également occupé de la production, du montage et de la photographie.

## Récompenses
- Nomination au prix du meilleur film lors du Festival international du film de Catalogne 2002.
- Prix de la meilleure direction artistique lors du Festival international du film de Catalogne 2002.
- Prix Kinematrix et Prix du jury lors de la Mostra de Venise 2002.
- Nomination au prix du meilleur film lors du festival Fantasporto 2003.
- Prix du jury et prix de la meilleure actrice (Asuka Kurosawa), lors du festival Fantasporto 2003.